# Jubal Anderson Early
Jubal Anderson Early (Red Valley, Franklin megye, Virginia, 1816. november 5. – Lynchburg, Virginia, 1894. március 2.) az amerikai polgárháború konföderációs, déli erőinek tábornoka volt. A háború folyamán végig a keleti hadszíntéren szolgált, először egy dandár élén, majd mint Stonewall Jackson, később Richard S. Ewell hadosztályparancsnoka, még később pedig önálló műveletekre képes hadtestparancsnokságot kapott. Early vezette az 1864-es Második Shenandoah-völgyi hadjáratot, melynek keretében portyáján eljutott Washington határáig. Katonai pályafutása mellett sikeres jogi karrier állt mögötte. A polgárháború után előbb Mexikóba, majd Kanadába menekült. 1868-ban elnöki kegyelmet kapott és hazatért. Visszatért a jogi pályához és a „déli ügy” krónikása lett. Élete végéig a Konföderáció híve maradt. A Déli Történelmi Társaság által megjelentetett cikkei az 1870-es években naggyá növesztették A Konföderáció veszett ügyének mítoszát, s hosszan tartó irodalmi és kulturális jelenséget teremtettek.

## Élete

### Származása, ifjúsága és tanulmányai
Jubal Anderson Early 1816. november 3-án született a virginiai Franklin megyében található Red Valley-ben. Családja jómódú volt. Édesapja Joab Early egy több mint 4000 hold területű dohányültetvény felett rendelkezett a Blue Ridge-hegység környékén. Édesanyja Ruth Hairs 1832-ben hunyt el. Tíz gyermeke közül Jubal a harmadik volt. Gyermekkorában a helyi iskolákba járt, majd magántanulmányokat végzett Lynchburgben és Danville-ben. Ifjúkorában igen magasnak számított, több mint 180 cm-es magasságával.
1833-ban megkezdte tanulmányait a West Point katonai akadémián, olyan évfolyamtársakkal, mint Joseph Hooker, John C. Pemberton and John Sedgewick. Feljegyezték, hogy évfolyamtársa, Lewis A. Armistead későbbi polgárháborús dandártábornok egy vitában felindulásában egyszer széttört egy tányért Early fején, mely Armistead kicsapásához vezetett. 1837-ben 50 fős évfolyamából 18-ként elvégezte tanulmányait és katonai szolgálatba lépett.

### Karrierje
Early a 3. tüzérezred hadnagyaként részt vett a szeminol háborúkban, Floridában. 1838-ban leszerelt a hadseregtől, majd jogi tanulmányokba kezdett Franklin megyében. 1840-től ügyészként kezdett dolgozni Franklin és Floyd megyében. 1852-ben egy Mississippi államban folytatott perben az állam legjobb ügyvédeit legyőzve nyert, így az eset figyelmet keltett. Erényei ellenére megítélése ellentmondásos volt. Kollégái különc, keresetlenül szókimondó és nagyon makacs embernek tartották, emellett közismerten rondán káromkodott.
Eközben 1841 és 1843 között a virginiai állami törvényhozás alsóházában volt képviselő. Jogi karrierjét átmenetileg megszakította a Mexikói–amerikai háború, melyben 1847-1848 között az 1. Virginiai önkéntesezredben szolgált őrnagyi rangban. A háborúban sok honfitársához, pl. P. G. T. Beauregardhoz hasonlóan életre szóló betegséget szedett össze. Early viszonylag fiatalon Ízületi gyulladást kapott, mely élete nagy részén át elkísérte és kínozta. Reumától görnyedten jóval alacsonyabbnak nézett ki, mint valóban volt.
Early politikailag whig párti volt, s ennek megfelelően az Egyesült Államok egybentartásának támasza volt. 1861 elején Franklin megye küldöttjének választotta a virginiai szecessziós konvencióra. Early unionista meggyőződésű volt, aki vallásos hevülettel hitt az Alkotmányban. Képviselőként kiemelkedő elszántsággal harcolt érte, hogy Virginia az Unióban maradjon, s egyes vélekedések szerint ékesszólásával és aktivitásával nagyban hozzájárult ahhoz, hogy Virginia ne szakadjon el az Uniótól.
Fort Sumter ostroma után Abraham Lincoln a Kongresszus jóváhagyása nélkül szövetségi csapatok mozgósítását rendelte el, s 75 000 katonát hívott fegyverbe a Amerikai Konföderációs Államok ellen. Újabb konvenciót rendeztek, melyen Virginia a kilépés mellett döntött. Early-t úgy felháborította az alkotmányellenes mozgósítás és a Dél ellen viselt háború gondolata, hogy sok más mérsékelttel együtt változtatott a véleményén és az elszakadás mellett szavazott. Early a legtöbb kortársához hasonlóan sorsközösséget vállalt szülőföldjével, Virginia állammal, mely az Amerikai Konföderációs Államok része lett.

## A polgárháborúban való részvétele

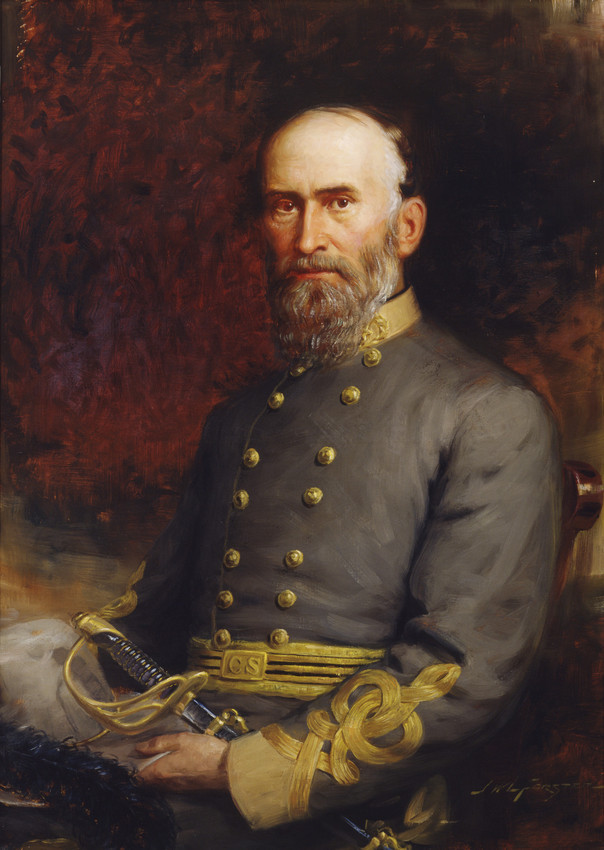
Jubal A. Early konföderációs tábornok, John Wycliffe Lowes Forster festménye

Dandártábornoki rangban belépett a virginiai állami milíciába. Lynchburgbe küldték azzal a paranccsal, hogy szervezze meg három ezred felállítását, melyek közül a 24. virginiai gyalogezredet maga vezette az Amerikai Konföderációs Államok hadseregébe átlépve, ezredesi rangban. Az Észak-Virginiai Hadsereg minden jelentős összecsapásában részt vett. Rendkívül agilis volt, jellemzően bármikor készen állt a küzdelemre. Az első manassasi csatában azon négy dandár egyikét vezette a déli balszárnyon, mely a túlerejű északi szárnytámadást időnyerés céljából feltartóztatta. a Blackburn-gázlón való átkelés közben tanúsított elszántsága lenyűgözte parancsnokát, P. G. T. Beauregard tábornagyot, ezért 1861 júliusában dandártábornokká léptették elő. A háború kezdetétől fogva kitűnt bátorságával és vezetői képességeivel.

### A Virginia-félszigeti hadjáratban
1862-ben a williamsburgi ütközet során dandárja a D. H. Hill vezérőrnagy vezette hadosztályba volt beosztva. Míg James Longstreet hadteste Samuel P. Heintzelman and Erasmus D. Keyes hadtesteivel birkózott, Winfield S. Hancock dandárja az uniós jobbszárnyon átkelt a Cub patakon és a Jones malom körül állást foglalva 8 ágyújával lőni kezdte Longstreet csapatait. A Longstreet tartalékát vezető Hill Early dandárját a William and Mary egyetem környékére rendelte. Early és Hill az uniós tüzérséget hallva elindult a leküzdésére. Early két észak-karolinai ezredét közvetlenül Hill vonta irányítása alá, maga pedig 24. és 38. virginiai gyalogezreddel előzetes felderítés nélkül előrenyomult az erdőben.
A fák közül kiérve nem az ellenség oldalában találták magukat, hanem közvetlenül Hancock ágyúi előtt, melyeket két elhagyott déli sánc mögött helyeztek el. Early személyes vezetésével a két ezred támadásba lendült, de mivel az ágyúkat védelmező északi dandár majdnem háromszoros létszámfölényben volt vele szemben, a támadást könnyedén visszaverték. Early-t is vállon lőtték. A virginiai ezredek rohamával párhuzamosan Hill is előbukkant a fák közül és támogatásukra akarván sietni támadást parancsolt az 5. észak-karolinai gyalogezrednek. Ám a virginiaiakat fogadó súlyos tűzből rájött, hogy ennek semmi értelme és leállította a támadást. Hancock azonban a fölényét látva nem volt rest ellentámadásba lendülni. A nap végére az észak-karolinaiak 302 fő, a virginiaiak 508 fő veszteséget szenvedtek, míg Hancock mindössze 100 katonáját vesztette el a szuronyrohamban. Ez a teljes konföderációs veszteség nagyjából felére rúgott, vagyis meglehetősen súlyos volt.
Early két hónapig a virginiai Rocky Mountban lábadozott, majd újra szolgálatra jelentkezett. Stonewall Jackson hadtestébe osztották, Richard S. Ewell hadosztályába, éppen idejében, hogy a Malvern Hilli ütközetben részt vehessen. Early szerencsétlenségére egész katonai karrierje folyamán rosszul tájékozódott a terepen és Malvern Hillnél dandárjával együtt eltévedt az erdőben, melynek folyamán különösebben heves tűzharcok nélkül 33 fő veszteséget szenvedett. Ezután részt vett a konföderációs erők fantáziátlan rohamában, melyet a Potomac hadsereg keményen visszavert.

### Stonewall Jackson parancsnoksága alatt
Early hamar magára vonta az új hadseregparancsnoka, Robert E. Lee figyelmét és megbecsülését. Lee szeretettel emlegette „az én rossz vénemberem”-ként, lobbanékony természetére célozva. Becsülte Early rámenősségét és önálló parancsnoki gondolkodásra való képességét. Early volt egyetlen tisztje, aki jelenlétében trágár szavakat használhatott.
Early legtöbb katonája „Old Jube”, vagy „Old Jubilee” néven utalt parancsnokára, akit általában elismertek és szerettek. Ezzel szemben beosztott tisztjei ritkán éreztek bármi hasonlót, mivel Early fáradhatatlanul belekötött minden hibájukba, azt maró megjegyzésekkel téve nyomatékosabbá, a leghalványabb lehetőséget is megragadva kritizálásukra. Saját hibáit azonban rendszerint nem látta be és az őellene irányuló kritikát haragra gyúlva fogadta, hasonlóan az elé tárt javaslatokhoz.
Mások kiemelték humorát és éles eszét: „[Early] egyike legértelmesebb és legképzettebb tábornokainknak. Különös, száraz humora van, mosolygó szája hasonlít az oposszum vigyorára, hangja, magas és vékony, mint egy öregasszonyé és mindig vicceket szór másokra és viccek céltáblája.” Egyik katonája feljegyezte, hogy Early az egész éjszakát lóháton töltötte, „mert reumája úgy gyötörte, hogy ha leszállt volna a nyeregből, nem tud visszaülni oda.” Másik katonája szerint Early „arca telt, mint a telihold legfényesebb időszakában. Repedt kínai hegedűt idéző hangja széles déli akcentussal jön a szájából. ... Olyan bátor mint amilyen egyszerű, s olyan hétköznapi, mint bármely más hétköznapi ember.”
Az észak-virginiai hadjáratban jóval szolidabb előmenetelt tanúsított a Cedar Mountainnél. Ezt követően a második manassasi csatában éppen időben érkezett A. P. Hill vezérőrnagynak a bal szárnyon, Stony Ridge-nél szorongatott erőinek megmentésére. Az Antietami csatában hadosztályparancsnoka, Alexander Lawton dandártábornok megsebesült. Early vette át ideiglenesen a hadosztály irányítását és mivel Lee tábornagy igen jó benyomásokat szerzett működése kapcsán, a beosztása véglegesítésre került. A Fredericksburgi ütközetben Early hadosztályainak jól időzített rohamával sikerült megszilárdítani Jackson hadtestének vonalát, melyen George G. Meade vezérőrnagy támadása veszélyes lyukat ütött. 1863. január 17-én előléptették vezérőrnaggyá. Az Antietami csatában és Fredericksburgnél nyújtott teljesítményét mind hadtestparancsnoka Stonewall Jackson altábornagy, mind Robert E. Lee tábornagy főparancsnok méltatta és magasra értékelte.
A Chancellorsville-i ütközetben Lee 5000 katonával Fredericksburg védelmét bízta rá. A Marye's Heights magaslatán elhelyezett csapataival sikeresen lekötötte John Sedgewick vezérőrnagy négy hadosztályát, míg Jackson és Lee a hadsereg maradékával Chancellorsville-nél támadta meg a bekerítését megkísérlő Joseph Hooker vezérőrnagy hadseregét. Sedgewick Marye's Heights elleni támadását a Második Fredericksburgi ütközet néven ismerjük.

### A Gettysburg hadjáratban
A Gettysburg hadjáratban Early hadosztálya Ewell altábornagy hadtestébe került. Csapatai jelentős szerepet játszottak a Második Winchesteri ütközetben az uniós védők legyőzésében, ahol sok foglyot ejtettek és megnyitották az utat a Shenandoah-völgy felé Lee beérkező erői előtt. Early lovassággal megerősített hadosztálya ezután kelet felé, a South Mountain irányába indult, behatolt Pennsylvaniába, ahonnan készleteket és lovakat zsákmányolt. 1863. június 26-án elfoglalta Gettysburg települését és meg akarta sarcolni, de követelését végül nem teljesítették és tovább kellett vonulnia. Két nappal később a York megyei Yorkot elfoglalva követelését részben teljesítették, többek közt 28 000 dollár készpénz átadásával.
Early előőrsei június 28-án elérték a Susquehanna folyót, mely a legtávolabbi pont volt a háború folyamán, ahova szervezett konföderációs erő katonái elértek. Június 30-án Early megkapta Lee parancsát, hogy forduljon vissza és tartson a gettysburgi csapatösszevonás színhelyére. Július 1-én északkelet felől közeledett Gettysburghöz. Early és hadosztálya a konföderációs vonal bal szélén érkezett az ütközetben. Francis C. Barlow hadosztályát sikerült súlyosan megverniük és sajátjukhoz képest háromszoros mértékű veszteséget okozniuk, miközben az uniós katonákat kiszorították a város utcáiról.
Early osztotta Ewell altábornagy véleményét a várostól délre levő Cemetery Hill (temetődomb) megtámadásától való tartózkodásban, melyet az utókor hibás döntésnek tart. Scott Bowden hadtörténész szerint Early impulzív személyisége befolyásolta Ewell-t a döntés meghozásában. Early haláláig ragaszkodott hozzá, hogy a döntés jó volt és az utókorra maradt konföderációs visszaemlékezések jelentős része tőle származik, aki jogászi és szónoki tehetségét latba vetve védte a döntést. Hadosztályának feladata az első napon az East Cemetery Hill (keleti temetődomb) elfoglalása volt. A feladathoz nem kapott segítséget Robert Rhodes dandártábornok hadosztályától, az újságok jelentése szerint ezért a két tábornok az éjszaka folyamán rendkívül összeveszett.
Július 2-án Early hadosztálya azt a feladatot kapta, hogy demonstráljon a Culp's Hill uniós állásai előtt, miután Longstreet támadása megindul a jobbszárnyon. Early csapatai járőrharcokat vívva várták a délután meginduló támadást. Eközben Early Gettysburg városának utcáin azzal szembesült, hogy a civilek szükségtelenül támadásnak teszik ki magukat annak érdekében, hogy lássák, hogyan áll a csata. John Will, York utcai Globe Hotel tulajdonosának fia a tetőnyílásban állva kémlelte az uniós ágyúállásokat és többek rimánkodására sem volt hajlandó lejönni, míg fegyverrel kényszerítetve Early elé nem kísérték. Early megkérdezte, hogy mi a neve, ki az apja és figyelmeztette, hogy a Cemetery Hill mesterlövészei lelőhetik, ha a tetőn mutatkozik: „Maguk kint járkálnak az utcán, az ablakok előtt mutatkoznak és kimásznak a tetőre. Az utcájuk minden házába katonákat küldtem figyelmeztetni magukat, hogy bújjanak a pincébe, vagy legalább maradjanak a házukban, mert csak ott vannak biztonságban. Bárcsak megfogadnák a tanácsomat, a javukat akarom.” Ezután visszakísértette a fiatalembert az aggódó családjához és azt az üzenetet küldte, hogy a konföderációs katonák nem fogják a tulajdonukat féltő civileket molesztálni. Útközben az ifjú Will látta, hogy egy gellert kapó lövedék eltalál egy déli katonát.
A Gettysburgi csata másnapján részt vettek Ewellnek az East Cemetery Hill nevű dombért folytatott harcában. Sikereket hozó rohamukat az uniós jobbszárny erősítései megtámadták és Early két dandárját kivetették az elfoglalt állásokból. A harmadik napon Early egyik dandárja részt vett Edward „Allegheny” Johnson vezérőrnagy Culp's Hill ellen vezetett sikertelen támadásában. Early csapatainak egy része fedezte az elvesztett ütközetből visszavonuló hadsereget július 4-én és 5-én.

### Ismét a Shenandoah-völgyben
Ezt 1863-64 telén követően újra a Shenandoah-völgyben teljesített szolgálatot. Ennek folyamán időnként hadtestparancsnokként helyettesítette a betegség miatt távollevő Ewellt. 1864. május 31-én Lee kifejezte Early kezdeményezőkészségébe és magas parancsnoki képességeibe vetett bizalmát, és ideiglenesen altábornaggyá léptette elő.

### Az Overland hadjárat
A Shenandoah-völgyből való visszatérése után Early részt vett a Vadon ütközetben. 1864. május 6-án rossz döntést hozott, mikor dandárparancsnoka, John B. Gordon kezdeményezésének, hogy az uniós jobbszárny jobbról megkerülhető és oldalba támadható nem adott utat. Gordon kitartásának köszönhetően Early felettesének, Ewellnek engedélyével a műveletet mégis végrehajtották, de a késői indulás miatt a sötétedés megakadályozta a lehetőség teljes kiaknázását. Lee ennek ellenére május 8-án a betegséggel küzdő A. P. Hill harmadik hadtestének élére ideiglenesen Early-t nevezte ki. A harmadik hadtest az uniós II. hadtest mögött haladt és Early a védelmük tesztelése céljából William Mahone dandártábornok hadosztályát és némi lovasságot vezényelt támadásba ellenük. Rövid küzdelem után Barlow hadosztálya visszavonult Todd's Tavern felé és Early nem indult az üldözésükre.
A harmadik hadtest sietett, hogy Ulysses S. Grant altábornagy előrenyomulásának útját eltorlaszolja, amelyet a Spotsylvania Court House településénél sikerült teljesíteniük. Május 9-én Early két hadosztálya, elzárta az utat Hancock hadteste előtt, aki az ellenállást látva aggódni kezdett és támadását elhalasztotta. Lee másnap a II. hadtestet máshol akarta bevetni és Barlow hadosztályának kivételével a Po folyó menti állásaiból kivonta. Early meglátta a lehetőséget és az egyedül maradt uniós hadosztályt megtámadta és megverte. Barlow időben elrendelt visszavonulása miatt nem sikerült sok foglyot ejteni.
Május 11-én az uniós 9. hadtest is megérkezett a Spotsylvania Court House-i ütközetbe, ezért Lee Early erőit a viszonylag eseménytelennek bizonyuló jobbszárnyra vezényelte a feltartóztatásukra. A Mule Shoe-nál foglalt állást megtartották, de nem látott sok harcot. Grant újabb mögékerülési kísérleténél, Cold Harbornál Lee leváltotta az egyre rosszabb teljesítményt nyújtó és idegösszeomlást kapó Ewellt és Early-t nevezte ki a második hadtest parancsnokának.

### Harmadszor is a Völgyben
Early legfontosabb megbízatása 1864 nyarán és őszén a Shenandoah-völgy uniós csapatoktól való megtisztítása és Washington felé nyomulás volt, mely a déliek utolsó északi irányú offenzívája lett a keleti hadszíntéren. A Konföderáció területe gyorsan zsugorodott Grant és William Tecumseh Sherman vezérőrnagy műveletei következtében. Lee azzal a céllal küldte Early hadtestét az uniós vonalak mögé, késleltesse Grant előrenyomulását Richmond körül és Petersburgnél.
Early feladata először Lynchburg védelme volt, ahova éppen idejében érkezett, hogy az uniós lovasságtól megmentse. Early felágaskodott a nyeregben és szóhasználatára jellemzően azt kiáltozta: „Már nincsenek bokszos rangerek a nyakatokon, istenverte kékseggűek!”. Ezt követően David Hunter uniós vezérőrnagy csapatait Hanging Rock-ig üldözte, ahonnan Hunter Nyugat-Virginiáig menekült. Early több napig nem indult útjára, mert Franz Sigel parancsnoksága alatt levő kisebb egység hiábavaló elfogásával kísérletezett Elk Ridge-nél, Harpers Ferry közelében. Július 4-től 6-ig pihentette embereit, Noha egyes egységei végül elérték a védtelen Washington külterületét, a Maryland Heights magaslatán elvesztegetett idő akadályozta meg, hogy a fővárost megtámadja.
Miközben Early a hegyekben időzött, Grant a VI. hadtest két hadosztályát küldte Lew Wallace vezérőrnagy segítségére. Wallace 5800 katonájával egy egész napra feltartóztatta Early-t a Monocacy ütközetben, s ezalatt további uniós erősítések érkeztek Washingtonba, hogy a fővárost védelmezzék. Támadásának és Monocacy-nél aratott győzelmének hírére jelentős pánik tört ki Washingtonban és Baltimore-ban, ami lehetővé tette, hogy elérje Washington külső területeit. Early John McCausland dandártábornok vezetése alatt némi lovasságot küldött Washington nyugati oldalára.
Early tudta, hogy nincs ereje bevenni a várost, ezért rajtaütéseket hajtott végre Fort Stevensnél és Fort DeRussy-nál. A felek tüzérségi párbajt is vívtak 1864. július 11-12-én. Lincoln elnök mindkét nap Fort Stevens falairól kísérte figyelemmel a harcot, s nyúlánk alakja világos célpontot jelentett az ellenséges tűz számára. Early visszavonulása után az altábornagy azt mondta egyik tisztjének: „Őrnagy, Washingtont ugyan vettük be, de Abe Lincolnt halálra rémítettük.”
Early július 13-án átkelt a Potomac folyón Leesburgbe és visszaindult a völgybe. Július 24-én megverte George Crook dandártábornok hadseregén a Kernstowni ütközetben. Hat nappal később lovasságát Chambersburg felégetésére vezényelte, annak megtorlásaként, hogy egy hónappal korábban David Hunter vezérőrnagy több ismert déli szimpatizáns otthonát felégette a nyugat-virginiai Jefferson megyében. Augusztus elején Early lovassága és gerillamódra harcoló erői sorozatosan támadták a B&O vasútvonalat.
Grant belátta, hogy Early megtámadhatja Washingtont, s tevékenységével veszélyeztetheti Lincoln újraválasztását, ezért Philip Sheridan vezérőrnagy hadseregét küldte erői megsemmisítésére. Sheridan augusztus 7-én vette át a Shenandoah hadsereg parancsnokságát, de további öt hétig nem kezdeményezett hadműveleteket, mert időre volt szüksége az átszervezésekhez. Grant az idő múlásával egyre türelmetlenebb lett. Szeptember 16-án végül a nyugat-virginiai Charlestownba kellett mennie, hogy vagy indulásra bírja Sheridant, vagy leváltsa. Sheridan végre hajlandó lett támadni és a Harmadik Winchesteri ütközetben időnként háromszorossá növő létszámfölényét kihasználva legyőzte Early-t. Három nappal később a Fisher's Hilli ütközetben újra megverte, majd hozzálátott a Shenandoah-völgy mezőgazdasági birtokainak felégetéséhez. Kapott parancsai alapján lehetetlenné kellett tennie, hogy a völgy ellássa Lee hadseregét és kietlen pusztasággá kellett azt változtatnia.
1864. október 19-én jól sikerült, meglepetésből indított támadásával Early először megszalasztotta Sheridan hadseregének kétharmadát a Cedar Creeki ütközetben. Az ütközet utáni, Lee-nek küldött jelentésében Early azt állította, hogy katonái éhségükben és kimerültségükben otthagyták a vonalakat az uniós tábor felprédálása érdekében. Ez időt adott Sheridannek demoralizálódott csapatainak rendezésére és a reggeli vereséget délutánra győzelemmé változtatni. Egyik beosztottja, John B. Gordon vezérőrnagy 1904-ben írt visszaemlékezésében ellenben arról tanúskodott, hogy Early döntése volt a támadás hat órára való megállítása kora délután, nem a vonalak szervezetlensége okozta a délutáni megfutamodást.
Early legtöbb embere decemberben visszatért Lee-hez Petersburg alá, míg Early csapatai maradékával a völgyben maradt. Maradék serege mindössze 1400 katonából állt a 10 ezer fős északi lovassággal szemben. Mikor a Waynesboroi ütközet 1865 márciusában kis híján teljesen szétverték erőit, Early stábjának pár tagjával együtt az utolsó pillanatban elmenekült a fogságba esés elől. Lee nem sokkal ezután felmentette Early-t a hadosztály-parancsnokság alól. Early-nek küldött levelében részletesen kitér a nehéz döntés rajta kívül álló indokaira. A jogászi ékesszólást sokra értékelő Early haláláig büszkén mutogatta irodája falára kiakasztott levelet, mely valóban hatásosan édesítette meg a keserű pirulát. Az irat sorai rávilágítanak, miért istenítette Early Lee-t egész élete folyamán. A valódi indok azonban az volt, hogy az Észak-Virginiai hadsereg fogyatkozásával nem maradt betölthető hadtestparancsnoki beosztás. Korábban Richard H. Anderson altábornagynak szintén emiatt kényszerült elhagynia a hadsereget.

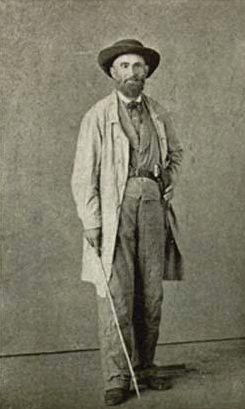
Early tábornok farmernek álcázva Mexikóba menekülése közben 1865-ben

Bár serege csak csúcskorában érte el a 14 000 főt, melyet veszteségek és az utánpótlás hiánya is sújtott, mégis sikeresen kötött le 40-60 ezer északi katonát. Az amerikai polgárháború végső szakaszában egyre inkább létszámhiánnyal küzdöttek a déliek, s már nem volt honnan utánpótlásról gondoskodni. Mikor a számbeli fölényben lévő északiak George Armstrong Custer dandártábornok vezetésével legyőzték a Waynesboroughi ütközetben, az mindössze hat héttel Robert E. Lee appomattoxi fegyverletétele előtt következett be, vagyis feladatát, az északi erők késleltetését sikeresen megvalósította. Vannak olyan becslések, amelyek szerint Early tevékenysége 6-9 hónappal hosszabbította meg a polgárháborút. Early felmentését követően, tíz nappal Lee appomattoxi fegyverletétele előtt haza indult.

## A polgárháború után
Jubal Early sohasem adta meg magát, főképpen azért, mert meg volt róla győződve, hogy legalábbis a Amerikai Konföderációs Államok Hadseregének tisztjeit, különösképpen Lee tisztikarát ki fogják végezni, mely végül egyáltalán nem következett be. A fegyverletételt követően az északiak átkutatták utána Franklin megyét, azonban mindig sikerült időben továbbállnia. Lóháton Texasba ment, ahol ekkor még nem tették le a fegyvert és remélte, hogy csatlakozhat az ellenállás folytatásához. Ebből azonban nem lett semmi, Edmund Kirby Smith tábornagy megadta magát, Early pedig a déli határon keresztül Mexikóba menekült, onnan Kubába, hajózott, majd a következő célja Kanada lett. A Niagara-vízesés túlsó partján telepedett le, Torontóban. Az Egyesült Államok rekonstrukciós és alkotmányos politikáját szívből gyűlölve azt írta: „Azt hiszem eljutottam egy olyan stádiumba, amikor szemrebbenés nélkül meg tudtam volna skalpolni bármely jenki nőt, vagy gyereket.” Korán, már 1866-ban, az elsők között megírta visszaemlékezését a polgárháborúról A Memoir of the Last Year of the War for Independence, in the Confederate States of America címmel. 1867-ben kiadta a Shenandoah-völgyi hadjáratra koncentráló könyvet, mely nem bizonyult nagy közönségsikernek.

### Memoárja és világlátása
Early első benyomása a „veszett ügy”-gyel kapcsolatban Robert E. Lee hadseregét elbocsátó végső üzenetéig vezethető vissza.  Az Észak-Virginiai hadsereghez szóló utolsó hadparancsában Lee arról írt, hogy a konföderációs hadsereg „lehengerlő anyagi erőforrások és létszámfölény” ellen küzdött. Early-nek írt egyik levelében Lee az ellenség 1864 májusa és 1865 áprilisa közti erejéről kért információt, arról a periódusról, mikor az Overland hadjáratban megindult a keleti hadszíntér uniós ereje és az appomattoxi fegyverletétellel befejeződött a háború. Lee szerint: „Egyetlen célom, ha lehetséges tudatni az igazságot az utókorral és igazságot szolgáltatni bátor katonáinknak.” Lee kérte „az összes statisztikát és számokat, megsemmisített magántulajdont és így tovább”, mert szerette volna bemutatni az erők közötti eltérést. Szerinte „nehéz lenne a megértés reményével bemutatni a világnak, hogy miféle esélyekkel harcoltunk”. Mikor némely újság a vereségben való bűnösségéről írt, Lee azt válaszolta: „Nem véltem helyén valónak, hogy észrevegyem, még kevésbé, hogy helyreigazítsam szavaim és tetteim elferdítését. Türelmesnek kell lennünk és legalább egy ideig szenvednünk. ... Jelenleg a közvélemény nem készült föl az igazság elviselésére."
Mindezen témákat a „veszett ügy” szószólói, mint Early évtizedeken át visszhangzottak. A „veszett ügy” témáját emlékőrző társaságok is felkarolták, mint például a United Confederate Veterans (Egyesült Konföderációs Veteránok), és a United Daughters of the Confederacy (A Konföderáció Egyesült Leányai). Ezek a társaságok segítettek a délieknek a háború utáni drámai szociális, politikai és gazdasági összeomlást és a Rekonstrukció alatti katonai megszállást elviselni.
Sok más amerikaihoz hasonlóan Early hangos híve volt a keresztény vallás által is igazolt fehér felsőbbrendűségnek és megvetette az abolicionistákat. Memoárja bevezetőjében Early a felszabadított rabszolgákról, mint „barbár afrikai bennszülöttek”-ről írt, akiket szerinte a rabszolgaság által „civilizált és keresztényi állapotba” kerültek. 
|  | „A mindenség Teremtője kitörölhetetlen módon megjelölte őket eltérő színnel, alacsonyabb fizikai és mentális szervezettséggel. Nem szeszélyből, vagy hóbortosságból tette ezt, hanem bölcs indokokból kifolyólag. A rasszok keveredése terveinek keresztezése volt, különben nem tette volna őket ilyen mássá. Ez a hatalmas számú ember nem lett volna visszaszállítható a vadonba, ahonnét őseiket elhozták, vagy amennyiben mégis, úgy az barbárságba való visszasüllyedésüket okozta volna. Az értelem, a józan ész, a feketékkel szembeni valódi emberségesség és a fehér rassz biztonsága mind azt követelte, hogy alárendeltségben tartassanak. A ház körüli rabszolgaság, ahogyan az a Délen létezett nem csak nagy morális és fizikai fejlődést hozott a néger rassz számára, de a lehetőségekhez mérten boldog és megelégedett munkásosztályt is teremtett. ” |
|  | |

### Civil és közéleti tevékenysége a hazatelepülés után

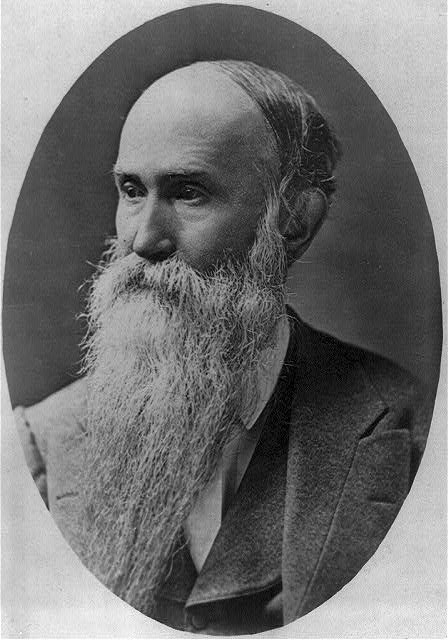
Early öregkorában

Andrew Johnson elnök kegyelmi rendelete alapján a nagybirtokos déli arisztokrácia úgy kaphatott kegyelmet, hogy kérvényt kellett benyújtania iránta. Early sohasem tett hűségesküt, javíthatatlan lázadó maradt. 1868-ban Andrew Johnson külön kérelem benyújtása nélkül elnöki kegyelemben részesítette, így 1869-ben hazatért Lynchburgbe, ahol a jogi karrierjét folytatta és a polgárháború legfőbb déli krónikása lett. 1877-ben P. G. T. Beauregard-ral közösen Early felügyelőbizottsági tagja lett a Louisiana State Lottery Company-nek (Louisianai Állami Lottótársaság). Az állás évi 10 000 dolláros jövedelmet biztosított számára. Beauregard és Early munkája magába foglalta a heti nyertes szelvények kisorsolásának felügyeletét, melynek tisztességét a két volt tábornok jó hírneve garantálta. Így Early hetente leutazott Virginiából Louisianába a sorshúzásra. Egy évtizeddel később a visszaélések miatt a törvény a lottózást betiltotta.
Early az így szerzett jövedelmét és létbiztonságát arra használta, hogy részletesen beszámoljon a polgárháború eseményeiről. Az 1869-ben New Orleans-ban alapított, később befolyásos szervezetté növő Déli Történelmi Társaság elnökének választotta 1873-ban tartott gyűlésükön. A szervezet 1876-ban publikálni kezdte iratait, melyek a polgárháború déli veteránjainak nézetét, véleményét, vetületét mutatták be. A havonta megjelentetett kiadványok, 1885-ben éves kiadványra ritkultak. Early segítségükkel tollal elérte, amit karddal nem tudott: a déli „elveszett ügy” fő szószólója lett. Ennek keretében írásaiban sikerült egykori parancsnokát, a háború után katolikussá keresztelkedő és a Republikánus pártba belépő James Longstreetet a vereség bűnbakjának megtennie. A déli közvélemény posztháborús nyomorában, katonai megszállás alatt fogékony volt a bűnbakkeresésre és az északi érdekek kiszolgálójának tekintett Longstreet reputációja súlyos károkat szenvedett, különösen miután ő védekező írásaiban a Déli Történelmi Társaság által az egekbe magasztalt Robert E. Lee döntéseit kritizálta. Robert Stiles déli veterán azt írta tevékenységéről: „Nem született ember, akinek ne a Jubal Early-től való félelem lebegett volna a szeme előtt, mikor felvette a tollat a nagy konfliktusról írni”.
1890-ben régi ellenfele, George Crook tábornok meglátogatta lynchburgi otthonában. Crook a következőképpen emlékezett meg erről: „Várakozás közben találkoztunk Early tábornokkal. Sokkal elesettebb és gyengébb, de keserű és erőszakos, mint egy vipera. Hallani sem akar a kormányról, vagy az északiakról és azzal kérkedik, hogy őt nem "rekonstruálták" és nem fogadott el semmilyen kegyelmet lázadó bűneiért. Teljességében a múltban él.”
77 éves korában, 1894. március 2-án hunyt el, miután leesett egy lépcsőről. Lynchburgben, a Spring Hill temetőben található végső nyughelye.

## Emlékezete

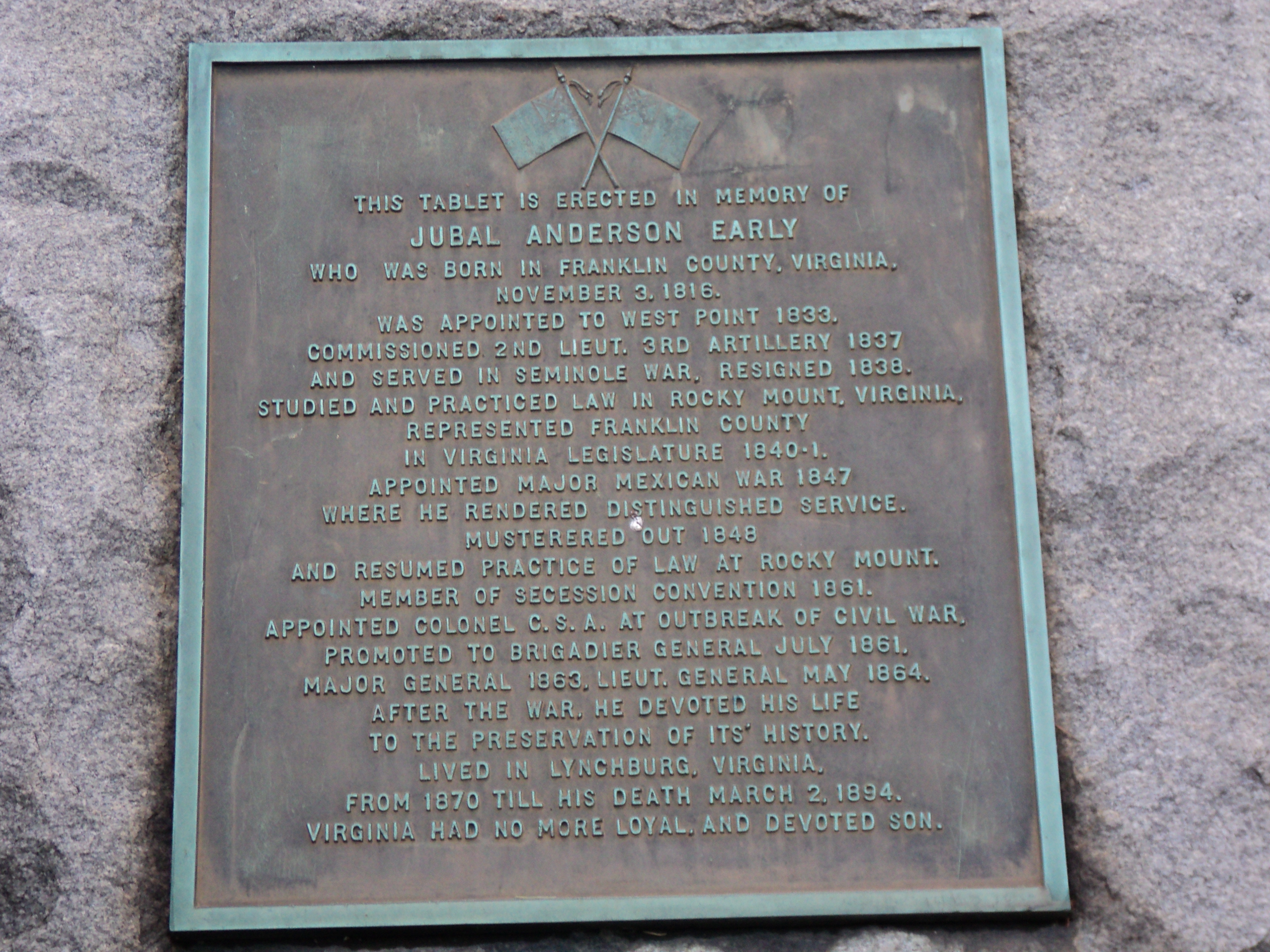
Early tiszteletére állított emléktábla a virginiai Rocky Mountban

- A Potomac folyón, White's Ferry-nél közlekedő egyetlen megmaradt kompot General Jubal A. Early névre keresztelték.[28]
- A virginiai Winchesterben egy nagyobb út a "Jubal Early Drive" nevet viseli.
- A virginiai Roanoke City-ből a Route 122-t Franklin megyében elérő Route 116 Early után lett elnevezve. Roanoke megyében  leginkább a "JAE Valley Road," néven ismeretes, mely Jubal Anderson Early monogramja. Franklin megyében "Jubal Early Highway"-nek hívják. A Franklin megyei rész elvezet Early szülőhelye mellett, melyet külön útjelző táblával mutatnak.A Franklin megyében álló útjelző tábla, mely Jubal Anderson Early szülőhelyét jelzi

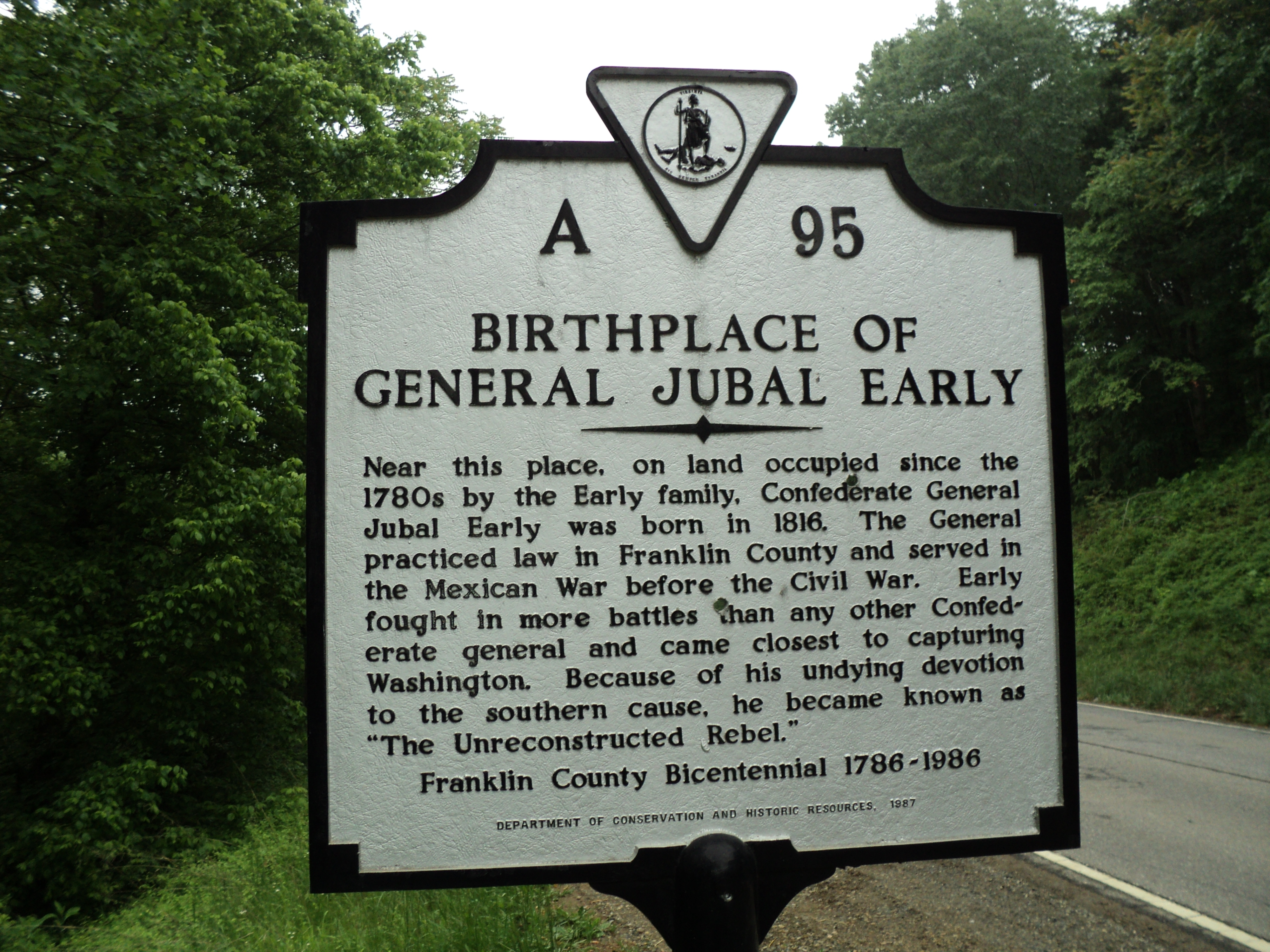
A Franklin megyében álló útjelző tábla, mely Jubal Anderson Early szülőhelyét jelzi

- A marylandi Potomacban egy utat "Jubal Early Court" névre kereszteltek.
- A Jubal A. Early ház, ahol gyermekként lakott, 1997-ben a Történelmi helyek nemzeti regiszterébe került.
- Az Early-erőd és a Jubal Early emlékmű a virginiai Lynchburgben, egykori lakhelyén őrzi emlékét.

## Alakjáról mintázott irodalmi és filmszerepek
- Early szerepel MacIntyre Dixon 1993-as Gettysburg című filmjében, mely Michael Shaara The Killer Angels c. regényének megfilmesítése. Alakja csak a rendezői változatban tűnik fel.
- Joss Whedon Firefly c. tévésorozatának befejező részében a fejvadász neve Jubal Early. Whedon megtudta, hogy a Malcolm Reynolds karakterét játszó Nathan Fillionnak ősei között ott volt Early is. Az irónia kedvéért a szerepet Richard Brooksra bízták, aki afroamerikai.
- Jean-Claude Van Damme Inferno c. filmjében a Pat Morita által játszott főhős neve Jubal Early.